# Scalabilità (economia)
In finanza, con scalabilità di una azienda si intende la fattibilità su quest'ultima di essere scalata.
È quindi la possibilità di un'azienda il cui capitale sociale, suddiviso in azioni (disponibili in tutto o in parte sul mercato azionario) e controllato nella quota di maggioranza da diversi soggetti economici (magari non legati da vincoli tra di loro) di essere scalata a fronte di una congrua offerta (scalata non ostile) e di cedere quindi le loro quote di capitale, permettendo ad un soggetto esterno di raggiungimento del controllo della società.
Una tale situazione potenziale induce un aumento di valore teorico (a volte anche reale) delle azioni. Tale incremento è dovuto all'aspettativa che l'acquirente esterno decida di lanciare un'offerta pubblica di acquisto (OPA residuale) delle azioni presenti sul mercato ad un prezzo maggiore di quello a cui in un dato momento sono disponibili.